# Patricia Dillon Cafferata
Patricia Dillon Cafferata (* 24. November 1940 in Albany, New York) ist eine US-amerikanische Politikerin. Sie gehörte ab 1978 der Nevada Assembly als Abgeordnete an und amtierte danach von 1983 bis 1987 als State Treasurer von Nevada. 
Sie kandidierte 1986 für die Republikanische Partei für das Amt der Gouverneurin von Nevada, verlor die Wahl jedoch gegen den Amtsinhaber Richard Bryan.
Sie ist die Tochter von Barbara Vucanovich, die von 1983 bis 1997 Abgeordnete im Repräsentantenhaus der Vereinigten Staaten war, und verfasste deren Biographie.